# Notodelphys platymera
Notodelphys platymera är en kräftdjursart som beskrevs av Rolf Dieter Illg och Dudley 1961. Notodelphys platymera ingår i släktet Notodelphys och familjen Notodelphyidae. Inga underarter finns listade i Catalogue of Life.